# Боровець (Любуське воєводство)
Боровець (пол. Borowiec, нім. Hohenborau) — село в Польщі, у гміні Седлисько Новосольського повіту Любуського воєводства.
Населення — 355 осіб (2011).
У 1975-1998 роках село належало до Зеленогурського воєводства.

## Демографія
Демографічна структура станом на 31 березня 2011 року:
|          | Загалом | Допрацездатний вік | Працездатний вік | Постпрацездатний вік |
| -------- | ------- | ------------------ | ---------------- | -------------------- |
| Чоловіки | 179     | 48                 | 118              | 13                   |
| Жінки    | 176     | 41                 | 105              | 30                   |
| Разом    | 355     | 89                 | 223              | 43                   |